# Responsabilidad social
La responsabilidad social  es un término que se refiere a la carga, compromiso u obligación, de los miembros de una sociedad ya sea como individuos o como miembros de algún grupo, tanto entre sí como para la sociedad en su conjunto. El concepto introduce una valoración positiva o negativa al impacto que una decisión tiene en la sociedad. Esa valorización puede ser tanto ética como legal, etc. Generalmente se considera que la responsabilidad social se diferencia de la responsabilidad política porque no se limita a la valoración del ejercicio del poder a través de una autoridad estatal.
La responsabilidad social es la teoría ética o ideológica de que una entidad ya sea un gobierno, corporación, organización o individuo tiene una responsabilidad hacia la sociedad. Esta responsabilidad puede ser “negativa”, significando que hay responsabilidad de abstenerse de actuar (actitud de “abstención”) o puede ser “positiva”, significando que hay una responsabilidad de actuar (actitud proactiva).

## Orígenes y evolución del término
El ser humano por necesidad, se debe relacionar con otros y para ello debe cumplir una serie de reglas de comportamiento, dependiendo del lugar y el tiempo en el que se encuentre; estas obligaciones que cada individuo debe cumplir con los demás se les denomina responsabilidades sociales.
La idea de que los individuos tengan una responsabilidad para su sociedad se remonta a los filósofos griegos y el sistema romano de legalidad.
Ahora bien, "En la antigua Grecia el pueblo libre tenía por costumbre, en ambiente de franco debate, participar y cuestionar los argumentos de diálogo abierto en el ágora o plaza mayor; sin embargo, la esclavitud era parte fundamental de su estructura social y económica"; la vida de las personas era pública, por tanto la responsabilidad de cada persona que hacia parte de esta sociedad libre era la participación de todos en cualquier asunto público.
En la Edad Media europea las creencias eran las que mostraban las reglas de convivencia y el diario vivir de cada persona. "Todo se hacía con el único objeto de obtener la salvación que se acreditaba en el credo de la única y verdadera Iglesia", con esto apareció la vida privada, el pudor, la intimidad y las propiedades; la responsabilidad era  exigir el  respeto los espacios privados y a su vez vigilar que se cumplan las leyes establecidas por la iglesia.
La Edad Moderna se caracterizó por un gran movimiento intelectual; la razón se convirtió en el centro de todo, los derechos del hombre aparecieron y con estos la esclavitud dejó de existir; por tanto "una de las principales obligaciones de los actores sociales consistió en defender la libertad y promover los derechos humanos" además se le dio responsabilidad al Estado con los individuos y con exigir el cumplimiento de las reglas sociales de la época.
Así, por ejemplo, el estoicismo pone énfasis en los deberes cívicos, la responsabilidad social, la importancia de una buena ley y la igualdad de los derechos ciudadanos. Uno de sus grandes representantes,  Cicerón, en libro primero de “Los Deberes”, habla sobre los deberes que tiene el hombre hacia la sociedad y hacia él mismo y propone que existe solo una ley verdadera. Esta ley es la recta razón, la cual de acuerdo con la naturaleza, gobierna sobre todos los hombres, es eterna y no cambia. La misma impulsa a los hombres al  cumplir con sus deberes, prohibiéndoles hacer el mal.
Luego de esto llegó la Edad Contemporánea, donde la tecnología y el avance científico predomina, cada día es más fácil acceder a la información, se necesita acumular bienes para tener una mejor calidad de vida; "valores como la eficiencia y la eficacia, actitudes positivas frente al compromiso  el cumplimiento, una buena educación, además de habilidades comunicativas de negociación facultan a las personas para hacer parte productiva de la sociedad". Estos comportamientos se convierten en una responsabilidad para la sociedad; el Estado ya no es lo más importante, ahora las empresas tienen un poder, ya que el mercado es lo que predomina.
Es notorio que a medida que pasa el tiempo la responsabilidad social cambia; lo que era bueno para algunos tiempos después se convirtió en un delito y viceversa, las personas tienen la obligación de ser responsables con la sociedad moral y legalmente, independientemente de si no están de acuerdo; cabe resaltar que las normas de conducta las determina la entidad que tenga más poder en el momento, como la iglesia, el Estado, las empresas, entre otros; ellos determinan las reglas aceptadas de acuerdo con la situación en que se viva.
En la actualidad la  responsabilidad social se considera un concepto normativo no obligatorio o “ley blanda” (es decir, sin la fuerza de la ley), tales como los plasmados en algunos acuerdos internacionales, por ejemplo, la “Declaración universal sobre Bioética y Derechos Humanos” adoptada por la UNESCO etc.
Esto ha dado origen no solo a diferentes tentativas o percepciones “sectoriales” de establecer mecanismos de "responsabilidad social” -la más notable entre las cuales son las referentes a responsabilidad social corporativa o “responsabilidad social empresarial” (RSE)- sino a nuevas propuestas acerca de las implicaciones institucionales del concepto.
Notable entre esas nuevas percepciones es la de Claus Offe, para quien responsabilidad social tiene, como principal entre sus funciones en las complejas sociedades modernas, actuar como mecanismo de creación y promoción de una “moral autónoma y el autocontrol civilizado de sus miembros [o, por decirlo a la inversa, en la medida en que no puedan compensar de manera suficiente los déficit de tal autocontrol con el aporte de los medios (coercitivos) del derecho y (estimulantes) del dinero.

## Responsabilidad social para la salud
La responsabilidad social para la salud se refleja en las acciones de los responsables de la toma de decisiones tanto del sector público como privado, para establecer políticas y prácticas que promuevan y protejan la salud. Las políticas y prácticas que aplican los sectores público y privado deben de evitar perjudicar la salud de los individuos; proteger el medio ambiente y garantizar el uso sostenible de los recursos; restringir la producción y el comercio de productos y sustancias inherentemente perjudiciales y desalentar las prácticas de mercática nocivas para la salud; proteger al ciudadano en el Mercado y al individuo en el lugar de trabajo, e incluir evaluaciones del impacto sanitario centradas en la equidad como parte integral del desarrollo de las políticas. También se debe analizar la responsabilidad jurídica.